# Уруть мутовчатая
Уру́ть муто́вчатая (лат. Myriophýllum verticillátum) — вид цветковых растений рода Уруть (Myriophyllum) семейства Сланоягодниковые (Haloragaceae). Нередко этот вид путают с другими представителями рода Уруть.

## Ботаническое описание

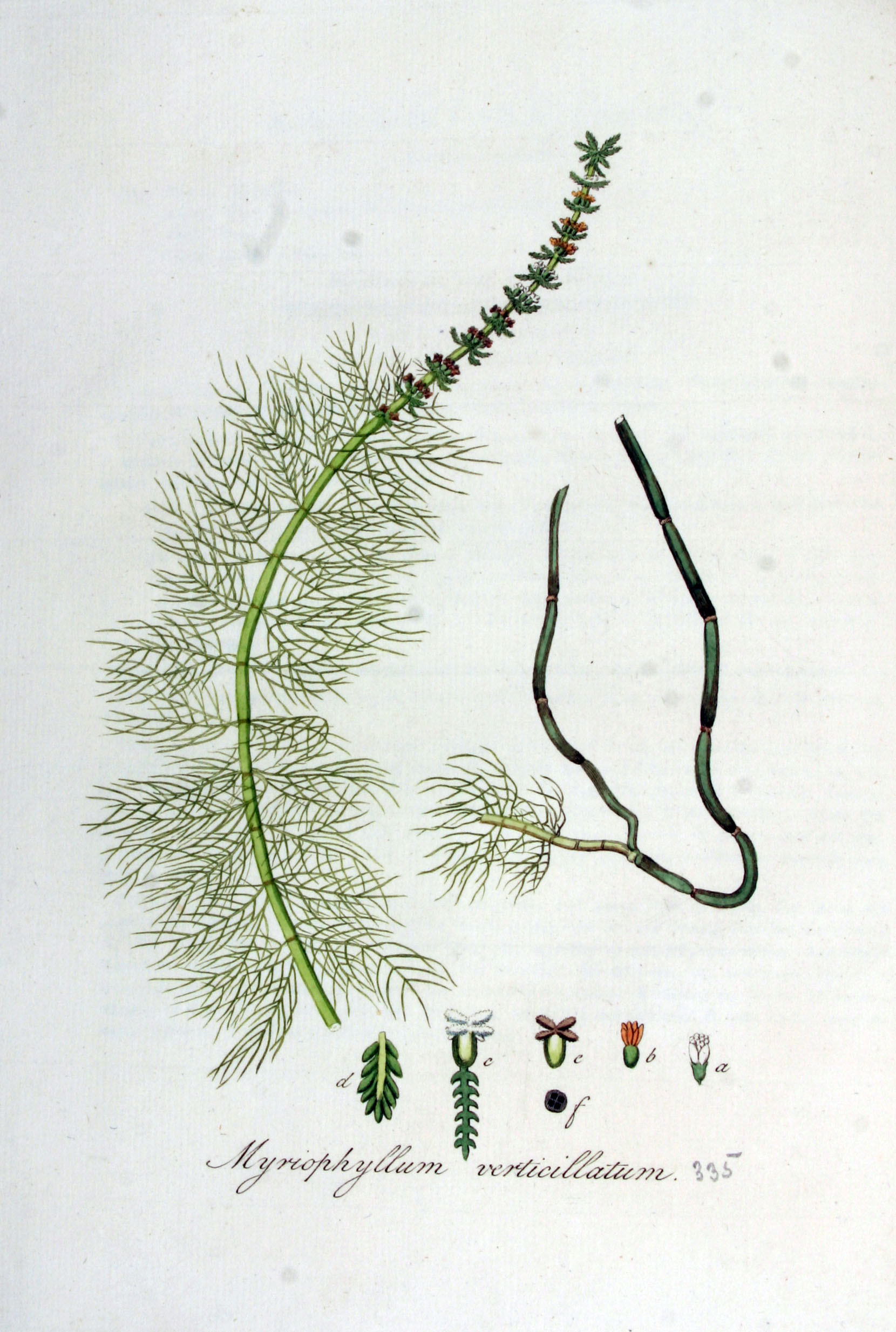

### Вегетативные органы

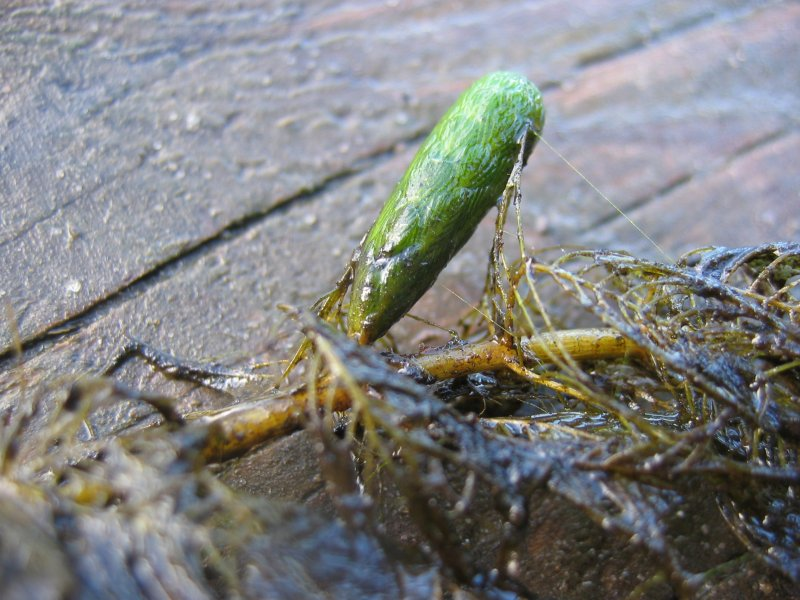
Турион

Многолетнее травянистое растение длиной от 10 до 150, иногда до 300 см. Обитает целиком в толще воды (гидрофит), над поверхностью воды поднимается лишь соцветие.
Формирует зимующие почки (турионы), это является одной из её характерных черт. Турионы урути мутовчатой выглядят как длинные желтовато-зелёные палочковидные почки с жёсткими маленькими листочками, плотно прижатыми к стеблю. Весной маленькие, толстые, тёмно-зелёные турионы оживляются и отделяются от стебля. Как только растение укоренится и приступит к росту, на его верхушке формируются крупные зелёные летние листья. Турионные листья у основания растения можно заметить иногда даже в июле. Осенью турионы с некоторым родительским растительным материалом вновь отделяются, укореняются и таким образом захватывают новые территории. Такие фрагменты можно найти вдоль береговой линии поздней осенью.
Стебель, как правило, зелёный.
Отличительной особенностью урути мутовчатой является наличие у неё двух типов листьев. К первому типу относятся подводные листья. Они нитевидные, сложные, состоят из 5—14 листочков. Мутовки расположены на стебле на расстоянии около 1 см друг от друга, содержат четыре—пять листочков. Другой тип — надводные листья. Такие листья собраны в прямостоячий пучок, перистые. Их длина, как правило, в два и более раз превышает длину цветков и плодов.

### Генеративные органы
Двудомные растения. Имеются растения с мужскими, женскими и изредка двуполыми цветками. Цветки сидят в пазухах прицветников. Прицветники перистые или гребенчатые, обычно длиннее цветков. Цветки крестовидные. Лепестки мужских цветков белые, у женских они, как правило, малоразвиты. Имеется восемь тычинок.
Плоды имеют гладкую поверхность.
Цветение с июня по сентябрь. Цветки опыляются ветром (анемофилия). Плоды распространяются водой.

### Генетика
Хромосомное число 2n = 14.

## Распространение и экология
Северная Америка, Аляска, Британская Колумбия, Великобритания, Азия, Северная Африка. Как инвазионный вид встречается в Ирландии.
В России встречается в европейской части, в Сибири и на Дальнем Востоке (Камчатка).
Обитает в полумелководных прудах, озёрах, в болотах, канавах и медленнотекущих низинных ручьях. Процветает в местах со светлым песчаным дном и среднеглинистыми почвами. Наиболее благоприятная среда — стоячая вода с щелочной почвой. Часто встречается рядом с другими водными растениями, например, Potamogeton strictifolius, Potamogeton ogdenii, Heteranthera dubia и Megalodonta beckii. Может образовывать заросли на глубине до 2 м.

## Хозяйственное значение и применение
Уруть мутовчатая — хороший оксигенатор для маленьких водоёмов, например, прудов. Идеально подходит для нереста рыб. В некоторых районах вид стал инвазионным.

## Классификация

### Таксономия
Myriophyllum verticillatum L., 1753, Sp. Pl. : 992
Вид Уруть мутовчатая относится к роду Уруть (Myriophyllum) семейства Сланоягодниковые (Haloragaceae) порядка Камнеломкоцветные (Saxifragales). Таксономическая схема в соответствии с Системой APG IV по состоянию на декабрь 2023 года:
|  |                          |  |                                   |                                   |                            |  | еще 14 семейств | еще 14 семейств |                      |  |  |  | еще 68 подтвержденных видов и 18 видов, ожидающих подтверждения |
|  |                          |  |                                   |                                   |                            |  | еще 14 семейств | еще 14 семейств |                      |  |  |  | еще 68 подтвержденных видов и 18 видов, ожидающих подтверждения |
|  |                          |  |                                   | порядок Камнеломкоцветные         |                            |  |                 |                 | род Уруть            |  |  |  |                                                                 |
|  |                          |  |                                   | порядок Камнеломкоцветные         |                            |  |                 |                 | род Уруть            |  |  |  |                                                                 |
|  | клада Цветковые растения |  |                                   |                                   | семейство Сланоягодниковые |  |                 |                 | вид Уруть мутовчатая |  |  |  |                                                                 |
|  | клада Цветковые растения |  |                                   |                                   | семейство Сланоягодниковые |  |                 |                 |                      |  |  |  |                                                                 |
|  |                          |  | ещё 63 порядка цветковых растений | ещё 63 порядка цветковых растений |                            |  |                 | еще 6 родов     | еще 6 родов          |  |  |  |                                                                 |
|  |                          |  |                                   | ещё 63 порядка цветковых растений |                            |  |                 |                 | еще 6 родов          |  |  |  |                                                                 |

## Синонимика
- Myriophyllum limosum Hectot ex DC.
- Myriophyllum pectinatum DC.
- Myriophyllum siculum Guss.
- Myriophyllum verticillatum subsp. pectinatum (Wallr.) Piper & Beattie
- Myriophyllum verticillatum var. intermedium W.D.J.Koch
- Myriophyllum verticillatum var. pectinatum Wallr.
- Potamogeton verticillatum Walter